# Francisco Alvarado Ortiz
Francisco Alvarado Ortiz fue un militar y político peruano.
Nacido en Paita, entonces aún perteneciente al Virreinato del Perú, en 1806. Fue hijo de Agustín Alvarado Ortiz y de Rosa Bras y Vallejos. Participó en la guerra por la independencia siendo vencedor de las batallas de Junín y de Ayacucho formando parte del batallón "Glorioso Pichincha del Perú". Participó junto al presidente Agustín Gamarra de la Guerra entre Perú y Bolivia, siendo su edecán y resultando prisionero en Bolivia. Fue prefecto del Callao, prefecto de Junín y prefecto de Ayacucho.
Posteriormente participó en el Combate del 2 de mayo que consolidó la independencia del Perú. Luego de la independencia, se crea el gobierno político militar de Loreto, independiente del recién creado departamento de Amazonas fijándose su capital en Moyobamba y nombrándose a Francisco Alvarado Ortiz, entonces coronel de infantería, como su primer gobernador y recibiendo facultades especiales mediante decreto del 5 de mayo de 1852. Con la creación del departamento de Loreto, fue nombrado prefecto del departamento de Loreto.
Fue elegido para representar al departamento de Loreto en el Congreso Constituyente de 1860 entre julio y noviembre de ese año. durante el tercer gobierno de Ramón Castilla. Este congreso elaboró la Constitución de 1860, la séptima que rigió en el país y la que más tiempo ha estado vigente pues duró, con algunos intervalos, hasta 1920, es decir, sesenta años. Luego de expedida la constitución, el congreso se mantuvo como congreso ordinario hasta 1863 y Boza ejerció el cargo de Senador por Loreto siendo reelecto en 1864 como representante de Loreto y, también, del departamento de Amazonas.
En 1865 recibió el grado de general de brigada. El 26 de noviembre de 1878 murió en el Callao, dejando viuda a su esposa Manuel Domínguez, quien falleció en Lima en 1896.